# Holger Reenberg

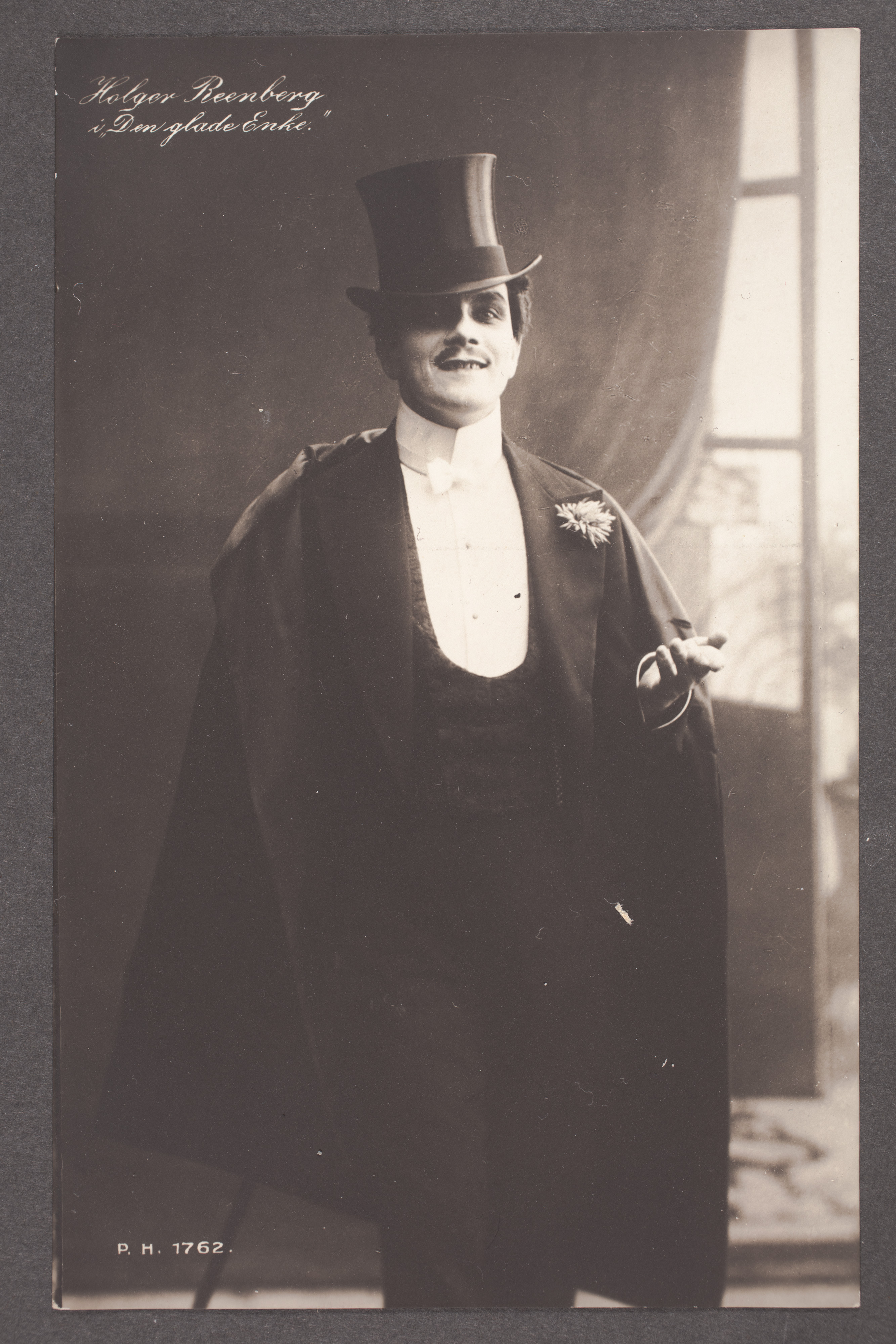
Holger Reenberg

Holger Christian Frederik  Reenberg (* 3. September 1872 in Kopenhagen; † 21. März 1942 in Frederiksberg) war ein dänischer Schauspieler.

## Leben
Holger Reenberg war der Sohn des Kaufmannes Tøger Reenberg (1839–1895) und seiner Frau Camilla Amalie Holgersen (1853–1939). Er wuchs in Kopenhagen auf.
Nach seinem Schulabschluss besuchte er von 1896 bis 1900 die Elevenschule des Königlichen Theater Kopenhagen. Sein Bühnendebüt hatte er am 6. September 1900 am Dagmarteatret. Danach gastierte er an zahlreichen Theatern in Dänemark, so auch am Folketeatret, am Odense Teater, am Aarhus Teater und am Betty-Nansen-Theater, wo er später auch langjähriges Ensemblemitglied war. Von 1912 bis 1940 wirkte er in 25 Film-und-Fernsehproduktionen mit, darunter auch in einigen Stummfilmen. Er war zudem Mitglied im dänischen Schauspielerverband und engagierte sich im Staatlichen Theaterrat.
Reenberg war insgesamt viermal verheiratet und hatte zwei Söhne und zwei Töchter. Seine erste Ehefrau war die Schauspielerin Marie Sørensen (1876–1942). Aus der Ehe stammt Palle Reenberg. Seine zweite Ehefrau war die Schauspielerin Olga Svendsen. Die gemeinsame Tochter Elga Svendsen ergriff auch den Schauspielberuf. Seine dritte Ehefrau war die Schauspielerin Magda Helene Borving Eriksen. Die gemeinsame Tochter war die Regisseurin und Drehbuchautorin Annelise Reenberg. Seine vierte Ehefrau war die Schauspielerin Ellen Carstensen Reenberg. Aus der Ehe stammt Jørgen Reenberg.
Holger Reenberg starb am 21. März 1942 im Alter von 69 Jahren. Seine Grabstätte befindet sich auf dem Aeldre-Kirkegard in Frederiksberg.

## Filmografie (Auswahl)
- 1912: Efter Dødsspringet
- 1913: Møllevingen
- 1914: Elskovsleg
- 1925: Ein Lebenskünstler
- 1928: Filmens Helte
- 1932: Kirke og orgel
- 1934: Barken Margrethe af Danmark
- 1935: De bør forelske Dem
- 1935: Provinsen kalder
- 1938: Livet på Hegnsgaard
- 1940: En desertør